# Siegfried Somma
Siegfried Somma (Villach, Karinthië, 23 oktober 1910 – Innsbruck, Tirol, 9 november 1994) was een Oostenrijks componist en dirigent.

## Levensloop
Somma kreeg een uitgebreide muzikale opleiding aan de Universität für Musik und Darstellende Kunst "Mozarteum" Salzburg in Salzburg en heeft daar afgestudeerd in 1936 met het eindexamen. Aansluitend werd hij muzikant in en militaire kapel en kreeg een opleiding tot militaire kapelmeester. 
Van 1945 tot 1957 was Somma solo cellist in het Mozarteum Orkest Salzburg. In 1957 werd hij dirigent van de Militärmusik Tirol in Innsbruck. In 1972 was hij oprichter van de Original Tiroler Kaiserjägermusik, een harmonieorkest dat uit liefhebbers van de oud-Oostenrijkse respectievelijk Tirol'sche blaasmuziek bestaat en talrijke concerten in het binnen- en buitenland onder zijn leiding verzorgde. Dit orkest dirigeerde hij tot 1991. 
Naast deze orkesten was hij dirigent van de Swarovski Musik Wattens, Wattens, Tirol, en de Bundesmusikkapelle Zell am Ziller. 
Als componist schreef hij werken voor harmonieorkest.

## Composities

### Werken voor harmonieorkest
- 1965 Großer Österreichischer Zapfenstreich
- 1973 Tiroler Marschpotpourri
- Austria Salutes California
- Bauernmusi aus Tirol
- Brigade-Fanfare
- Dr. Wlasak-Marsch
- Edelweiß-Marsch
- Fesche Mädel-Marsch
- Festspielfanfare
- Folies Bergere
- Freut euch des Lebens, wals fantasie voor trompet solo en harmonieorkest
- General Brunner, mars
- Hymnus
- Heraus, ihr Bergkameraden, mars
- Land Tirol, mars
- Mayrhofer-Diandl
- Revue-Marsch
- Rhapsodie, voor bastuba en harmonieorkest
- Salzburger Stierwascher-Marsch
- Tiroler Jäger-Fanfare
- Träumender Zigeuner
- Unter dem Tiroler Adler

- Gemeinsame Normdatei: 134525558
- International Standard Name Identifier: 0000 0000 5732 2204
- Virtual International Authority File: 79658456
- WorldCat: E39PBJj4qc98gXg9HrBQKTx4bd